# Ixora macrophylla
Ixora macrophylla är en måreväxtart som beskrevs av Friedrich Gottlieb Bartling och Dc.. Ixora macrophylla ingår i släktet Ixora och familjen måreväxter. Inga underarter finns listade i Catalogue of Life.